# Saloum (rzeka)
Saloum – rzeka w środkowo-zachodnim Senegalu, na północ od Gambii.
Rzeka ma długość około 250 km i nadaje się do żeglugi na odcinku 112 km. Przepływa przez regiony Tambacounda i Kaolack, po czym wpada do Oceanu Atlantyckiego w regionie Fatick. U ujścia łączy się z rzeką Sine, tworząc rozległą deltę, uznaną za rezerwat biosfery UNESCO. Znajduje się tu też Park Narodowy Delta du Saloum.